# Peterka a spol.
Peterka a spol. je česká hudební skupina kolem Karla Peterky a jeho ženy Jany. Zvláště počátkem 90. let zpívali písně komentující současnou nejen politickou situaci (například písně „Závidím vám manžela, paní Havlová“, „JUDr. z Plzně“)

## Diskografie
- Drby (1991)
- Drby II. (1991)
- To je žůžo (1991)
- Drby 3 (1992)
- Sbohem bratia aneb Drby 4 (1992)
- Drby 5 aneb Úkoly první pětidrbky jsme čestně splnili (1993)
- Ty drblé písničky české (1996)
- Konec podvodníků v Čechách (1997)
- Drby se vrací (1999)
- Drby 007 aneb 13 let jsme mlčeli (2006)
- Nadáváme aneb Drby po dvaceti letech (2009)